# Aethiothemis palustris
Aethiothemis palustris е вид водно конче от семейство Libellulidae. Видът е незастрашен от изчезване.

## Разпространение
Разпространен е в Гана, Гвинея, Гвинея-Бисау, Кот д'Ивоар, Нигерия, Сенегал и Чад.